# TT171
La tombe thébaine TT 171 est située à Cheikh Abd el-Gournah, dans la nécropole thébaine, sur la rive ouest du Nil, face à Louxor en Égypte.
C'est la sépulture d'un inconnu mais dont la femme se prénommait Aset selon une inscription sur la façade. La tombe remonte à la XVIIIe dynastie.